# Lipové
Lipové este o comună slovacă, aflată în districtul Komárno din regiunea Nitra. Localitatea se află la altitudinea de 109 m deasupra n.m., se întinde pe o suprafață de 10,58 km2 și în 2017 număra 140 de locuitori.

## Demografie
| An:                | 1994 | 2004    | 2014    | 2024   |
| ------------------ | ---- | ------- | ------- | ------ |
| Număr de persoane: | 203  | 180     | 145     | 148    |
| Diferență:         |      | −11,33% | −19,44% | +2,06% |

| An:                | 2023 | 2024   |
| ------------------ | ---- | ------ |
| Număr de persoane: | 144  | 148    |
| Diferență:         |      | +2,77% |